# Wyocena
Wyocena é uma cidade  (e vila) localizada no estado norte-americano de Wisconsin, no Condado de Columbia.

## Demografia
Segundo o censo norte-americano de 2000, a sua população era de 668 habitantes.

## Geografia
De acordo com o United States Census Bureau tem uma área de
95,9 km², dos quais 93,8 km² cobertos por terra e 2,1 km² cobertos por água. Wyocena localiza-se a aproximadamente 297 m acima do nível do mar.

## Localidades na vizinhança
O diagrama seguinte representa as localidades num raio de 16 km ao redor de Wyocena.